# 羽後町立高瀬中学校
羽後町立高瀬中学校（うごちょうりつ たかせちゅうがっこう）は、秋田県雄勝郡羽後町にあった町立中学校。

## 沿革
- 1992年（平成4年） - 羽後町の3中学校（田代中・仙道中・軽井沢中）が統合されて高瀬中学校が開校。
- 2016年（平成28年）
  - 3月31日 - 閉校[1]
  - 4月1日 - 羽後町の3中学校（羽後中〈旧〉・三輪中・高瀬中）を統合し、新生の羽後町立羽後中学校が開校[1]。
    - 同日 - 羽後町立高瀬小学校が開校。閉校後の校舎を改築し、校歌・校章を一部改訂の上で使用している[2]。

## 目指す生徒像
- た・か・せ
  - たくましく生きぬく生徒
  - 考えて行動する堅実な生徒
  - 世紀を担う心豊かな生徒

## 校歌
- 作詞: 大岡信
- 作曲: 一柳慧

## 部活動
- 運動部
  - 野球部
  - 女子バレーボール部
  - 男子バスケットボール部
  - ホッケー部（男・女）
- 文化部
  - 吹奏楽部
  - 創作部
- 特設部
  - 陸上部
  - 駅伝部

## 学区
- 田代小学校学区
- 仙道小学校学区

## 交通
- 秋田県道34号羽後向田館合線沿線
- 国道398号から秋田県道275号鴻屋梺線経由